# DAS
DAS (англ. Direct-attached storage — система хранения данных с прямым подключением) — запоминающее устройство, непосредственно подключённое к серверу или рабочей станции, без помощи сети хранения данных. Это ретроним, используемый в основном для отличия несетевых устройств хранения от SAN и NAS.
DAS часто называют «островами информации».

## Возможности
Системы типа DAS состоят из накопителя (например, жёсткого диска), соединённого с компьютером адаптером контроллера шины. Между ними нет сетевого устройства (концентратора, коммутатора или маршрутизатора), и это основной признак DAS.
Основными протоколами для коммуникации в DAS являются ATA, SATA, eSATA, SCSI, Serial Attached SCSI и Fibre Channel.

## Возможности хранилища, общие для SAN, DAS и NAS
Большинство функций современных хранилищ не зависят от типа подключения — напрямую (DAS) или по сети (SAN и NAS).
Устройство DAS может разделяться несколькими компьютерами, если оно предоставляет несколько интерфейсов (портов), позволяющих параллельный прямой доступ. Такой способ используется в кластерах. В реальности большинство устройств хранения SAN или NAS могут использоваться как устройства DAS — для этого нужно отсоединить их порты от сети данных и присоединить один или более портов прямо к компьютеру («простым» кабелем).
Более совершенные устройства DAS, похожие на SAN и NAS, обладают повышенной надёжностью: надёжным контроллером, системой охлаждения, средствами резервирования при хранении типа RAID. Некоторые системы DAS содержат встроенные контроллеры дисковых массивов, чтобы разгрузить обслуживание RAID адаптером шины сервера. Стандартные устройства DAS не имеют таких возможностей.
DAS, как и SAN или NAS, допускают расширение ёмкости хранилища, сохраняя скорость передачи и доступа к данным.

## Недостатки
Недостатком DAS является невозможность разделять данные или неиспользуемые ресурсы с другими серверами. Архитектуры NAS и SAN пытаются делать это, но при этом возникают новые проблемы, например, высокая начальная стоимость, управляемость, безопасность и конкуренция за ресурсы.